# جاك دي دوناتو
جاك دي دوناتو (بالفرنسية: Jacques Di Donato)‏ هو عازف ساكسفون فرنسي، ولد في 27 أغسطس 1942 في بورغ أون بريس في فرنسا.

## وصلات خارجية
- جاك دي دوناتو على موقع ميوزك برينز (الإنجليزية)
- جاك دي دوناتو على موقع أول ميوزيك (الإنجليزية)
- جاك دي دوناتو على موقع ديسكوغز (الإنجليزية)